# Katalonske grofije
Katalonske grofije (katalonsko: Comtats catalans, IPA: [kumtats kətəɫans]) so srednjeveške državne tvorbe, vključene v Katalonski principat in  Aragonsko krono.
Katalonske grofije je zgodovinski izraz, ki označuje grofije na severovzhodu Iberskega polotoka od nastanka ozemlja Marca Hispanica, kot del Frankovskega kraljestva. Grofije v veliki meri ustrezajo čemur kasneje pravimo Katalonski principat ter predstavlja začetek prihodnje Katalonije.
Leta 778 je Karel Veliki vodil prvo odpravo v Hispanio, da bi ustvaril tamponsko državo med mavri iz al-Andaluza in Akvitanijskim kraljestvom. Leta 781 je imenoval svojega triletnega sina, Ludvika I. Pobožnega, za kralja Akvitanije in ga tja poslal, da bi v kraljestvu vladal, da bi varoval južno mejo in razširil kraljestvo proti jugu, na ozemlje Mavrov. 
Grofije so bile prvotno fevdalne enote, podrejene Frankovskemu kraljestvu. Grofe so imenovali Franki in njim so morali tudi objubiti vdanost. Nasledstvo ni bilo avtomatično, o tem je odločal Frankovski kralj. S povečanjem moči Belonidov (potomcev Belona I. Karkasonskega) in z močnimi osebnostmi kot sta bila Sunifred I. Barcelonski (okoli 844-848) in Vilfred I. Kosmati (okoli 870 – 897) ter predvsem zaradi oslabitve Frankovskega kraljestva, sta imenovanje grofov in nasledstvo postala le formalnost, do leta 987, ko so grofje postale neodvisne od Frankov z Borelom II. Barcelonskim.

## Nastanek Katalonskih grofij
Franki so začeli osvajati mavrska ozemlja leta 785. Prav tega leta je Rostany (fr. Rostaing) postal prvi grof Girone, ki je bila prva ustanovljena grofija. Besalú in Empúries sta bili takrat del Gironske grofije. Leta 797 je mladi Ludvik zavzel Barcelono, ki je bila že takrat največje katalonsko obalno mesto. Leta 798 sta tudi Urgell in Cerdanya postali grofiji pod regentstvom Borela Osonskega. Borel Osonski je bil odločilen pri osvojitvi mesta Osona leta 799 ter zmagovitega obleganja v Barceloni leta 801. Za nagrado za svoja dela je bil leta 799 imenovan za Osonskega grofa. Leta 812 je Barcelonska grofija prešla h grofu Bera. 
Borel Osonski je sodeloval pri odpravah v Tortoso in po njegovi smrti leta 820 je Osona prešla pod grofa Rampo, ki je istega leta dobil tudi Barcelonsko in Gironsko grofijo.
Okoli leta 813 je Empúries postala samostojna grofija pod grofom Ermengerjem, vendar se je že leta 817 združila z Rosiljonsko grofijo. Med leti 835-844 je v Empúries in Peralada vladal Sunjer I, v Rosiljonu in Vallespiru pa Alarik. Leta 878 je postala Besalú samostojna grofija pod vodstvom Radulfa, po njegovi smrti pa je prešla k Miroju II. Cerdanjskem. (cerdanya)
Barcelonska grofija je kmalu zasenčila ostale, postala je najpomembnejša med grofijami, še posebej pod Vilfredom I. Kostmatim, na koncu devetega stoletja. V tistem času je karolinška moč oslabela in Marca Hispanica je postala skoraj popolnoma samostojna. V prvih letih desetega stoletja se je Berengar Rajmond I. Barcelonski, Barcelonski knez, poklonil Sanču II. Garces Navarskemu (čeprav je uradno še vedno bil vazal Robertu II. Francoskemu). Leta 987, s prihodom Huga Kapeta, prvega nekarolinškega kralja, na prestol, se je večina grofov odločila, da se ne bo poklonila novi dinastiji. 
V teku naslednjega stoletja je večina Katalonskih grofij prešla pod Barcelonsko. 
Leta 1137 se je Barcelonski knez Rajmond Berengar IV. poročil s Petronilo, dedinjo Aragonskega kraljestva, združil Katalonske grofije in Aragonsko kraljestvo in tako je nastala Aragonska krona.
Izraza "Catalania" in "catalanense" (prebivalec Katalonije) sta se prvič pojavila v pisni obliki leta 1172 v pesnitvi Liber maiolichinus de gestis pisanorum illustribus. Barcelonskega grofa kot princa so prvič omenili leta 1058 ob postvetitvi romanične cerkve v Barceloni,vendar besedne zveze Katalosnki principat ne zasledimo v pisni obliki do leta 1350.

## Seznam grofij
- Barcelona
- Berga
- Besalú
- Cerdanya
- Conflent
- Empúries
- Girona
- Manresa
- Osona
- Pallars
- Ribagorça
- Roseljon
- Urgell